# Rio Botohan
O Rio Botohan é um rio da Romênia afluente do Rio Siret, localizado no distrito de Bacău.